# آتشین الوندی
آتشین الوندی، آتشین غشائی (نام علمی: Aethionema membranaceum) نام یک گونه از سرده آتشین است. جنس یا سردهٔ آتشین در ایران ۱۱ گونه گیاه علفی یک ساله و چند ساله دارد. آتشین الوندی یکی از این ۱۱ گونهٔ موجود در ایران است.